# Campionato europeo femminile di pallacanestro 1980
Il 17º Campionato Europeo Femminile di Pallacanestro FIBA si è svolto in Jugoslavia dal 19 al 28 settembre 1980.

## Squadre partecipanti
- Unione Sovietica
- Cecoslovacchia
- Italia
- Ungheria
- Bulgaria
- Romania
- Francia

- Jugoslavia
- Polonia
- Paesi Bassi
- Spagna
- Finlandia
- Belgio
- Inghilterra

## Risultati

### Turno preliminare

#### Gruppo A
| Team           | V - P | Pts | PF - PS   | +/- |
| -------------- | ----- | --- | --------- | --- |
| 1. Ungheria    | 3 - 0 | 6   | 227 - 164 | +63 |
| 2. Polonia     | 2 - 1 | 5   | 217 - 207 | +10 |
| 3. Italia      | 1 - 2 | 4   | 195 - 172 | +23 |
| 4. Inghilterra | 0 - 3 | 3   | 134 - 230 | -94 |

| 19 settembre 1980, ore 17:30 UTC+1 | Inghilterra | 56 – 80 (35-31) | Polonia |  |

| 19 settembre 1980, ore 19:15 UTC+1 | Italia | 59 – 62 (35-36) | Ungheria |  |

| 20 settembre 1980, ore 17:00 UTC+1 | Inghilterra | 37 – 77 (24-53) | Ungheria |  |

| 20 settembre 1980, ore 19:15 UTC+1 | Polonia | 69 – 63 (34-41) | Italia |  |

| 21 settembre 1980, ore 17:30 UTC+1 | Inghilterra | 41 – 73 (20-31) | Italia |  |

| 21 settembre 1980, ore 19:15 UTC+1 | Ungheria | 88 – 68 (41-35) | Polonia |  |

#### Gruppo B
| Team           | V - P | Pts | PF - PS   | +/- |
| -------------- | ----- | --- | --------- | --- |
| 1. Paesi Bassi | 3 - 0 | 6   | 196 - 157 | +39 |
| 2. Romania     | 2 - 1 | 5   | 197 - 186 | +11 |
| 3. Francia     | 1 - 2 | 4   | 176 - 186 | -10 |
| 4. Finlandia   | 0 - 3 | 3   | 186 - 226 | -40 |

| 19 settembre 1980, ore 17:30 UTC+1 | Paesi Bassi | 53 – 49 (37-31) | Francia |  |

| 19 settembre 1980, ore 19:15 UTC+1 | Finlandia | 64 – 78 (31-40) | Romania |  |

| 20 settembre 1980, ore 17:30 UTC+1 | Paesi Bassi | 71 – 53 (40-24) | Romania |  |

| 20 settembre 1980, ore 19:15 UTC+1 | Francia | 76 – 67 (39-28) | Finlandia |  |

| 21 sette,nre 1980, ore 17:30 UTC+1 | Paesi Bassi | 72 – 55 (38-30) | Finlandia |  |

| 21 settembre 1980, ore 19:15 UTC+1 | Romania | 66 – 51 (30-25) | Francia |  |

#### Gruppo C
| Team              | V - P | Pts | PF - PS   | +/-  |
| ----------------- | ----- | --- | --------- | ---- |
| 1. Cecoslovacchia | 3 - 0 | 6   | 271 - 169 | +202 |
| 2. Bulgaria       | 2 - 1 | 5   | 241 - 180 | +61  |
| 3. Spagna         | 1 - 2 | 4   | 200 - 244 | -44  |
| 4. Belgio         | 0 - 3 | 3   | 173 - 292 | -119 |

| 19 settembre 1980, ore 17:30 UTC+1 | Cecoslovacchia | 110 – 45 (63-22) | Belgio |  |

| 19 settembre 1980, ore 19:15 UTC+1 | Bulgaria | 88 – 47 (44-23) | Spagna |  |

| 20 settembre 1980, ore 17:30 UTC+1 | Belgio | 67 – 88 (31-40) | Spagna |  |

| 20 settembre 1980, ore 19:15 UTC+1 | Cecoslovacchia | 72 – 59 (32-26) | Bulgaria |  |

| 21 settembre 1980, ore 17:30 UTC+1 | Belgio | 61 – 94 (34-48) | Bulgaria |  |

| 21 settembre 1980, ore 19:15 UTC+1 | Cecoslovacchia | 89 – 65 (49-32) | Jugoslavia |  |

### Fase finale

#### Gruppo A
| Team                | V - P | Pts | PF - PS   | +/-  |
| ------------------- | ----- | --- | --------- | ---- |
| 1. Unione Sovietica | 3 - 0 | 6   | 318 - 146 | +172 |
| 2. Polonia          | 2 - 1 | 5   | 187 - 205 | -18  |
| 3. Paesi Bassi      | 1 - 2 | 4   | 171 - 257 | -86  |
| 4. Bulgaria         | 0 - 3 | 3   | 210 - 278 | -68  |

| 23 settembre 1980, ore 16:00 UTC+1 | Polonia | 76 – 66 (39-35) | Bulgaria |  |

| 23 settembre 1980, ore 19:30 UTC+1 | Paesi Bassi | 43 – 105 (25-44) | Unione Sovietica |  |

| 24 settembre 1980, ore 17:45 UTC+1 | Bulgaria | 81 – 83 (29-34, 63-63, 70-70) | Paesi Bassi |  |

| 24 settembre 1980, ore 21:15 UTC+1 | Polonia | 40 – 94 (21-49) | Unione Sovietica |  |

| 25 settembre 1980, ore 17:45 UTC+1 | Unione Sovietica | 119 – 63 (67-23) | Bulgaria |  |

| 25 settembre 1980, ore 21:15 UTC+1 | Paesi Bassi | 45 – 71 (26-29) | Polonia |  |

#### Gruppo B
| Team              | V - P | Pts | PF - PS   | +/- |
| ----------------- | ----- | --- | --------- | --- |
| 1. Jugoslavia     | 2 - 1 | 5   | 217 - 199 | +18 |
| 2. Cecoslovacchia | 2 - 1 | 5   | 222 - 211 | +11 |
| 3. Romania        | 1 - 2 | 4   | 183 - 215 | -32 |
| 4. Ungheria       | 1 - 2 | 4   | 208 - 205 | +3  |

| 23 settembre 1980, ore 17:45 UTC+1 | Cecoslovacchia | 78 – 61 (40-28) | Romania |  |

| 23 settembre 1980, ore 21:15 UTC+1 | Jugoslavia | 59 – 79 (30-41) | Ungheria |  |

| 24 settembre 1980, ore 16:00 UTC+1 | Cecoslovacchia | 67 – 80 (36-40) | Jugoslavia |  |

| 24 settembre 1980, ore 19:30 UTC+1 | Romania | 69 – 59 (32-37) | Ungheria |  |

| 25 settembre 1980, ore 16:00 UTC+1 | Jugoslavia | 78 – 53 (44-25) | Romania |  |

| 25 settembre 1980, ore 19:30 UTC+1 | Ungheria | 70 – 77 (38-36) | Cecoslovacchia |  |

#### Classificazione 1º-4º posto
|  | Semifinali Primo-Quarto posto | Semifinali Primo-Quarto posto | Semifinali Primo-Quarto posto |         |                  | Primo Posto      | Primo Posto    | Primo Posto |  |
|  |                               |                               |                               |         |                  |                  |                |             |  |
|  | Jugoslavia                    | Jugoslavia                    | 72                            |         |                  |                  |                |             |  |
|  | Jugoslavia                    | Jugoslavia                    | 72                            |         |                  |                  |                |             |  |
|  | Polonia                       | Polonia                       | 79                            |         |                  |                  |                |             |  |
|  | Polonia                       | Polonia                       | 79                            |         | Unione Sovietica | Unione Sovietica | 95             |             |  |
|  |                               |                               |                               |         | Unione Sovietica | Unione Sovietica | 95             |             |  |
|  |                               |                               | Polonia                       | Polonia | 49               |                  |                |             |  |
|  | Cecoslovacchia                | Cecoslovacchia                | Polonia                       | Polonia | 49               | 62               |                |             |  |
|  | Cecoslovacchia                | Cecoslovacchia                |                               |         |                  | 62               |                |             |  |
|  | Unione Sovietica              | Unione Sovietica              | 94                            |         |                  | Terzo Posto      | Terzo Posto    | Terzo Posto |  |
|  | Unione Sovietica              | Unione Sovietica              | 94                            |         |                  |                  |                |             |  |
|  |                               |                               |                               |         |                  |                  |                |             |  |
|  |                               |                               |                               |         |                  | Jugoslavia       | Jugoslavia     | 61          |  |
|  |                               |                               |                               |         |                  | Jugoslavia       | Jugoslavia     | 61          |  |
|  |                               |                               |                               |         |                  | Cecoslovacchia   | Cecoslovacchia | 57          |  |

| 27 settembre 1980, ore 15:15 UTC+1 | Polonia | 79 – 72 (39-38) | Jugoslavia |  |

| 27 settembre 1980, ore 20:30 UTC+1 | Unione Sovietica | 94 – 62 (50-29) | Cecoslovacchia |  |

| 28 settembre 1980, ore 15:45 UTC+1 | Cecoslovacchia | 57 – 61 (30-29) | Jugoslavia |  |

| 28 settembre 1980, ore 17:30 UTC+1 | Polonia | 49 – 95 (29-44) | Unione Sovietica |  |

#### Classificazione 5º-8º posto
|  | Semifinali Quinto-Ottavo posto | Semifinali Quinto-Ottavo posto | Semifinali Quinto-Ottavo posto |             |          | Quinto Posto  | Quinto Posto  | Quinto Posto  |  |
|  |                                |                                |                                |             |          |               |               |               |  |
|  | Paesi Bassi                    | Paesi Bassi                    | 64                             |             |          |               |               |               |  |
|  | Paesi Bassi                    | Paesi Bassi                    | 64                             |             |          |               |               |               |  |
|  | Ungheria                       | Ungheria                       | 61                             |             |          |               |               |               |  |
|  | Ungheria                       | Ungheria                       | 61                             |             | Bulgaria | Bulgaria      | 71            |               |  |
|  |                                |                                |                                |             | Bulgaria | Bulgaria      | 71            |               |  |
|  |                                |                                | Paesi Bassi                    | Paesi Bassi | 38       |               |               |               |  |
|  | Bulgaria                       | Bulgaria                       | Paesi Bassi                    | Paesi Bassi | 38       | 60            |               |               |  |
|  | Bulgaria                       | Bulgaria                       |                                |             |          | 60            |               |               |  |
|  | Romania                        | Romania                        | 52                             |             |          | Settimo Posto | Settimo Posto | Settimo Posto |  |
|  | Romania                        | Romania                        | 52                             |             |          |               |               |               |  |
|  |                                |                                |                                |             |          |               |               |               |  |
|  |                                |                                |                                |             |          | Ungheria      | Ungheria      | 81            |  |
|  |                                |                                |                                |             |          | Ungheria      | Ungheria      | 81            |  |
|  |                                |                                |                                |             |          | Romania       | Romania       | 71            |  |

| 27 settembre 1980, ore 17:00 UTC+1 | Paesi Bassi | 64 – 61 (35-34) | Ungheria |  |

| 27 settembre 1980, ore 18:45 UTC+1 | Romania | 52 – 60 (26-31) | Bulgaria |  |

| 28 settembre 1980, ore 12:15 UTC+1 | Romania | 71 – 81 (35-40) | Ungheria |  |

| 28 settembre 1980, ore 14:00 UTC+1 | Paesi Bassi | 38 – 71 (21-33) | Bulgaria |  |

#### Classificazione 9º-14º posto
| Team           | V - P | Pts | PF - PS   | +/-  |
| -------------- | ----- | --- | --------- | ---- |
| 1. Italia      | 5 - 0 | 10  | 370 - 246 | +124 |
| 2. Spagna      | 4 - 1 | 9   | 379 - 310 | +69  |
| 3. Francia     | 3 - 2 | 8   | 311 - 322 | -11  |
| 4. Finlandia   | 2 - 3 | 7   | 359 - 357 | +2   |
| 5. Belgio      | 1 - 4 | 6   | 280 - 376 | −96  |
| 6. Inghilterra | 0 - 5 | 5   | 281 - 369 | −82  |

| 23 settembre 1980, ore 9:00 UTC+1 | Spagna | 84 – 71 (50-49) | Finlandia |  |

| 23 settembre 1980, ore 10:45 UTC+1 | Belgio | 62 – 58 (26-27) | Inghilterra |  |

| 23 settembre 1980, ore 12:30 UTC+1 | Francia | 46 – 64 (19-28) | Italia |  |

| 24 settembre 1980, ore 9:00 UTC+1 | Belgio | 49 – 66 (24-39) | Francia |  |

| 24 settembre 1980, ore 10:45 UTC+1 | Italia | 80 – 44 (41-17) | Finlandia |  |

| 24 settembre 1980, ore 12:30 UTC+1 | Spagna | 76 – 43 (38-17) | Inghilterra |  |

| 26 settembre 1980, ore 9:00 UTC+1 | Inghilterra | 67 – 68 (36-32, 61-61) | Francia |  |

| 26 settembre 1980, ore 10:45 UTC+1 | Spagna | 56 – 74 (26-33) | Italia |  |

| 26 settembre 1980, ore 12:30 UTC+1 | Finlandia | 87 – 43 (43-20) | Belgio |  |

| 27 maggio 1980, ore 9:00 UTC+1 | Inghilterra | 74 – 90 (36-46) | Finlandia |  |

| 27 settembre 1980, ore 10:45 UTC+1 | Italia | 79 – 59 (37-24) | Belgio |  |

| 27 settembre 1980, ore 12:30 UTC+1 | Spagna | 75 – 55 (36-26) | Francia |  |

## Classifica finale
| Campione d'Europa | Campione d'Europa | Campione d'Europa |
| --- | ----------------- | --- |
| Unione Sovietica4 Barel', 5 Šarmaj, 6 Šulskytė, 7 Baryševa, 8 Ovečkina, 9 Šuvaeva, 10 Semënova, 11 Rogožyna, 12 Čausova, 13 Sucharnova, 14 Erofeeva, 15 Savičkaja, All. Lidija Alekseeva |                   | |
| Argento | Polonia           | Polonia4 Komacka, 5 Pawlak, 6 Konwent, 7 Turska, 8 Gertchen, 9 Linka, 10 Kozera, 11 Jaworska, 12 Wołujewicz, 13 Janowska, 14 Komorowska, 15 Wyka, All. Ludwik Miętta-Mikołajewicz                 |
| Bronzo | Jugoslavia        | Jugoslavia4 Ožegović, 5 Bećirspahić, 6 Komnenović, 7 Baćanović, 8 Mitić, 9 Pepeunik, 10 Pekić, 11 Tonković, 12 Đurković, 13 Despotović, 14 Majstorović, 15 Dornik, All. Milan Vasojević           |
| 4. | Cecoslovacchia    | Cecoslovacchia4 Kozmanová, 5 Miklošovičová, 6 Davidová, 7 Chmelíková, 8 Ptáčková, 9 Rajniaková, 10 Kopecká, 11 Helínská, 12 Peklová, 13 Zarevúcká, 14 Hojsáková, 15 Třešňáková, All. Alois Brabec |
| 5. | Bulgaria          | Bulgaria4 Golčeva, 5 Spasova, 6 Makaveeva, 7 Mlečenkova, 8 Dermendžieva, 9 Banova, 10 Mihajlova, 11 Dilova, 12 Slavčeva, 13 Radkova, 14 Germanova, 15 Stojanova, All. Ivan Gălăbov                |
| 6. | Paesi Bassi       | Paesi Bassi4 van der Meijs, 5 van Reemst, 6 de Ridder, 7 de Liefde, 8 van Helvoort, 9 Zwanenburg, 10 Bosch, 11 Mourits, 12 Maarschalkerweerd, 13 Kazius, 14 Seca, 15 Pountain, All. Jos Pelk      |
| 7. | Ungheria          | Ungheria4 É. Gulyás, 5 Németh, 6 Jankovits, 7 Lámala, 8 Boksay, 9 I. Gulyás, 10 Szuchy, 11 Szabics, 12 Winter, 13 Medgyesi, 14 Jacsó, 15 Szöllősi, All. László Killik                             |
| 8. | Romania           | Romania4 Solovăstru, 5 Armion, 6 Székely, 7 Gross, 8 Grigoraș, 9 Filip, 10 Bădinici, 11 Jerebie, 12 Bolovan, 13 Tocală, 14 Grecu, 15 Keresztesi, All. -                                           |
| 9. | Italia            | Italia4 Caldato, 5 Daprà, 6 Faccin, 7 Gorlin, 8 Baldini, 9 Sandon, 10 Rossi, 11 Premier, 12 Monti, 13 Vergnano, 14 Piancastelli, 15 Passaro, All. Bruno Arrigoni                                  |
| 10. | Spagna            | Spagna4 Martínez, 5 Gras, 6 Castillo, 7 A. Jiménez, 8 Marín, 9 R. Jiménez, 10 García, 11 Bartrán, 12 Fraile, 13 Suárez, 14 Llop, 15 Junyer, All. María Planas                                     |
| 11. | Francia           | Francia4 Maire, 5 Malfois, 7 Roudet, 8 Sarabia, 9 Ekambi, 10 Simonetti, 11 Isnard, 12 Labille, 13 Gorczewski, 14 Doumergue, 15 Sainte-Croix, All. Jean-Paul Cormy                                 |
| 12. | Finlandia         | Finlandia4 Pihlajamäki, 5 Koski, 6 Nummi, 7 Avellan, 8 Mäkelä, 9 Vestala, 10 Hakala, 11 Airas-Järventaus, 12 Valtakari, 13 Vesa, 14 Saarteinen, 15 Peltoniemi, All. Eero Saarinen                 |
| 13. | Belgio            | Belgio4 Verbruggen, 5 Supeley, 6 Agon, 7 Ockiek, 8 Stoks, 9 Rommel, 10 Wasielewska, 11 Tankrey, 12 Vermeulen, 13 Martin, 14 Dewandeler, 15 Van Doren, All. -                                      |
| 14. | Inghilterra       | Inghilterra4 Turnbull, 5 Dearlove, 6 Watson, 7 Dickins, 8 Gollogly, 9 Curtis, 10 Ford, 11 Booker, 12 Underwood, 13 Birch, 14 Andrew, 15 Millen, All. -                                            |